# Полоз закавказький
Полоз закавказький (Zamenis hohenackeri) — вид змій родини полозових (Colubridae). Один із 6 видів роду полозів-заменісів (Zamenis). Поширений в Європі та Західній Азії. Мешканець середземноморських гірських ландшафтів. Описано 3 підвиди.

## Опис
Змія середнього розміру, до 95 см завдовжки. Довжина тіла (L. — довжина тіла від кінчика морди до клоаки) може сягати 75 см. Хвіст середньої довжини: співвідношення  L./L.cd. складає 4,0—5,0. Голова більш-менш чітко відмежована від шиї. Зіниця ока кругла. Ніздря розташована між двома носовими щитками. Верхньощелепні зуби більш-менш однакового розміру і розташовані безперервним рядом.

### Лускатий покрив
Передня частина тулуба вкрите гладенькою лускою, задня, особливо ближче до основи хвоста, — з лускою зі слабко вираженими реберцями. На лусках по дві апікальні ямки. Навколо середини тулуба (Sq.) 23 луски, рідко 25. Черевні щитки з боків утворюють помітне ребро. Черевних щитків (Ventr.) налічується 193—212 у самців і 209—226 у самиць, підхвостових (Scd.) — 55—74 пари. Анальний щиток розділений (А. 1/1).
Голова вкрита парними і непарними щитками. Ширина міжщелепного щитка значно більша за його висоту; не зважаючи на те, що він тупим кутом дещо вдається між міжносовими, зверху його добре видно. Довжина виличного щитка більша, ніж його висота; він лежить над 2-м і 3-м верхньогубними щитками. Один великий передорбітальний щиток. Підорбітальний щиток відсутній. Верхньогубних щитків 8, дуже рідко 7 або 9; з них 4-й і 5-й торкаються ока. Скроневих щитків (Temp.) 2+2; щитки першого ряду більші, ніж щитки другого ряду.

### Забарвлення
Забарвлення спинної сторони тіла коричнево-бурого, буро-сірого або світло-коричневого кольору з 2 рядками коричневих, бурих або чорних плям, які проходять уздовж спини. Ці рядки тягнуться вздовж хребта вузькою світлою лінією. Голова зверху в чорних цяточках. На потилиці є 2 характерні темні плями, з'єднані у вигляді вил. Черево бурувато-сірого кольору. 

## Поширення
Вид поширений у Туреччині, Лівані, Ізраїлі, Сирії, Північно-Західному Ірані, Грузії, Вірменії, Азербайджані, Росії (Передкавказзя).

## Особливості біології
Населяє переважно гірські місцевості, береги річок, околиці тугайних лісів, ділянок кам'янистого гірсько-ксерофітного степу. Не уникає і близькості людини, поселяючись у виноградниках й садибах, де тримається в руїнах будівель і кам'яних огорожах. Зустрічається на висоті до 3000 м над рівнем моря. Активний вдень. Ховається в норах гризунів, порожнечах під камінням, дуплах дерев. 
Рідкісна змія. У Закавказзі за денну екскурсію в типових біотопах можна зустріти не більше 4-х особин полоза.
Вихід із зимівлі в Азербайджані починається з середини березня і триває до кінця квітня, у Вірменії та Грузії — на початку — у середині квітня. Протягом теплого періоду року активний вдень.
Полоз закавказький належить до яйцекладних змій. Самиця в червні — липні відкладає 3—7 білих великих еліптичних яєць розміром 10—16 × 47—52 мм. Молоді полози розміром 24,5—29,5 см з'являються наприкінці червня. Статева зрілість настає імовірно на 3-му році життя.
Живиться мишоподібними гризунами, рідше ящірками, поїдає також яйця і пташенят птахів. Молоді полози харчуються переважно комахами.

## Охорона
Стан більшості природних популяцій виду в межах ареалу залишається більш-менш стабільним, за що він, згідно з Червоним списком МСОП, отримав охоронний статус «відносно благополучний вид». Але в окремих регіонах спостерігається тенденція до зниження чисельності популяції виду, що потребує запровадження охоронних заходів. Тому полоз закавказький занесений до Додатку ІІІ Бернської конвенції (охоронна категорія: вид підлягає охороні), а також у різні роки занесений до Червоних книг Грузії, Вірменії, Азербайджану та Росії.

## Систематика
Один із 6 видів роду полозів-заменісів (Zamenis). Описано 3 підвиди:
- Zamenis hohenackeri hohenackeri;
- Zamenis hohenackeri lyciensis;
- Zamenis hohenackeri tauricus.